# Pinanga borneensis
Pinanga borneensis là loài thực vật có hoa thuộc họ Arecaceae. Loài này được Scheff. miêu tả khoa học đầu tiên năm 1876.